# Przecinak

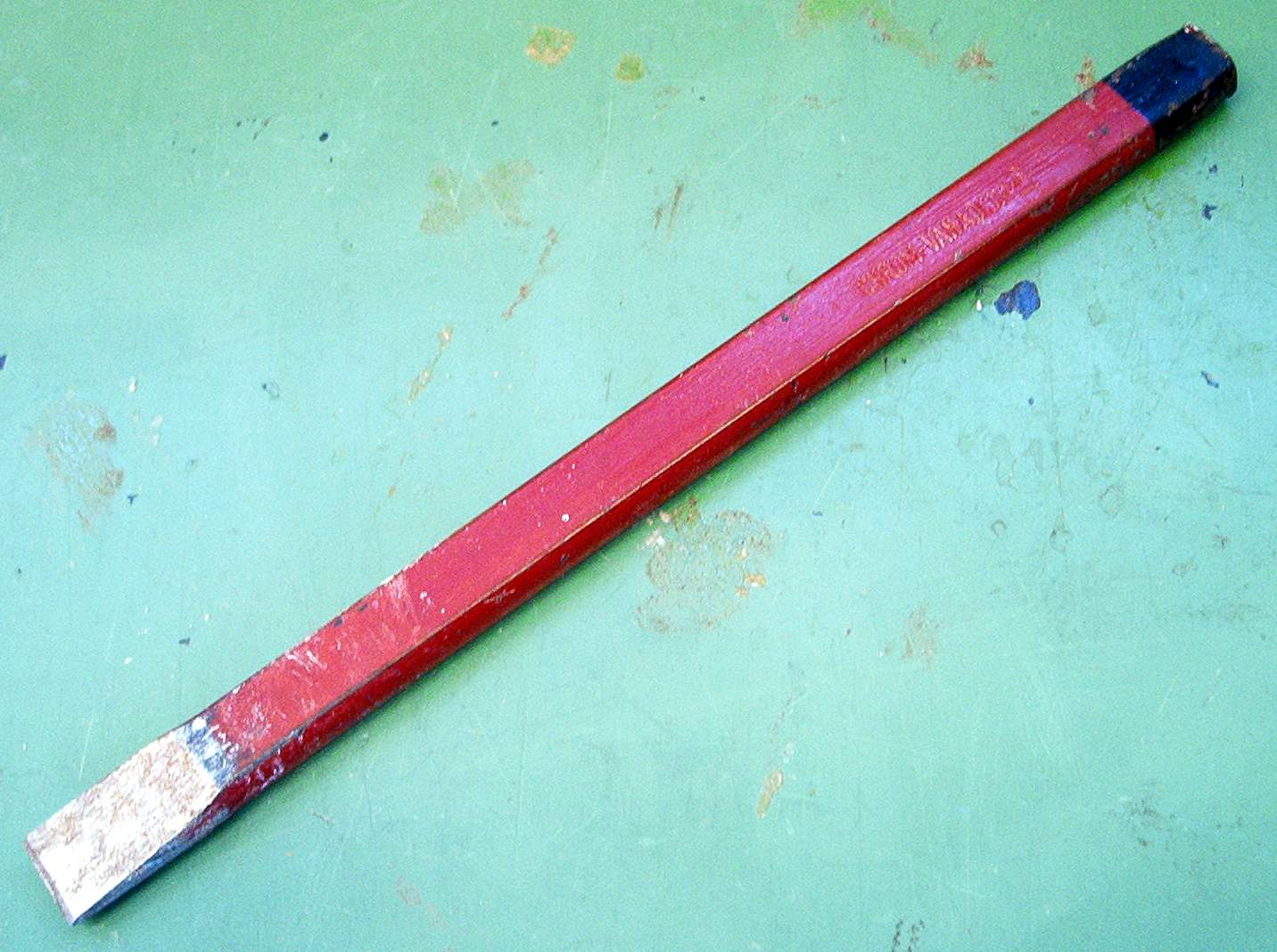
Przecinak

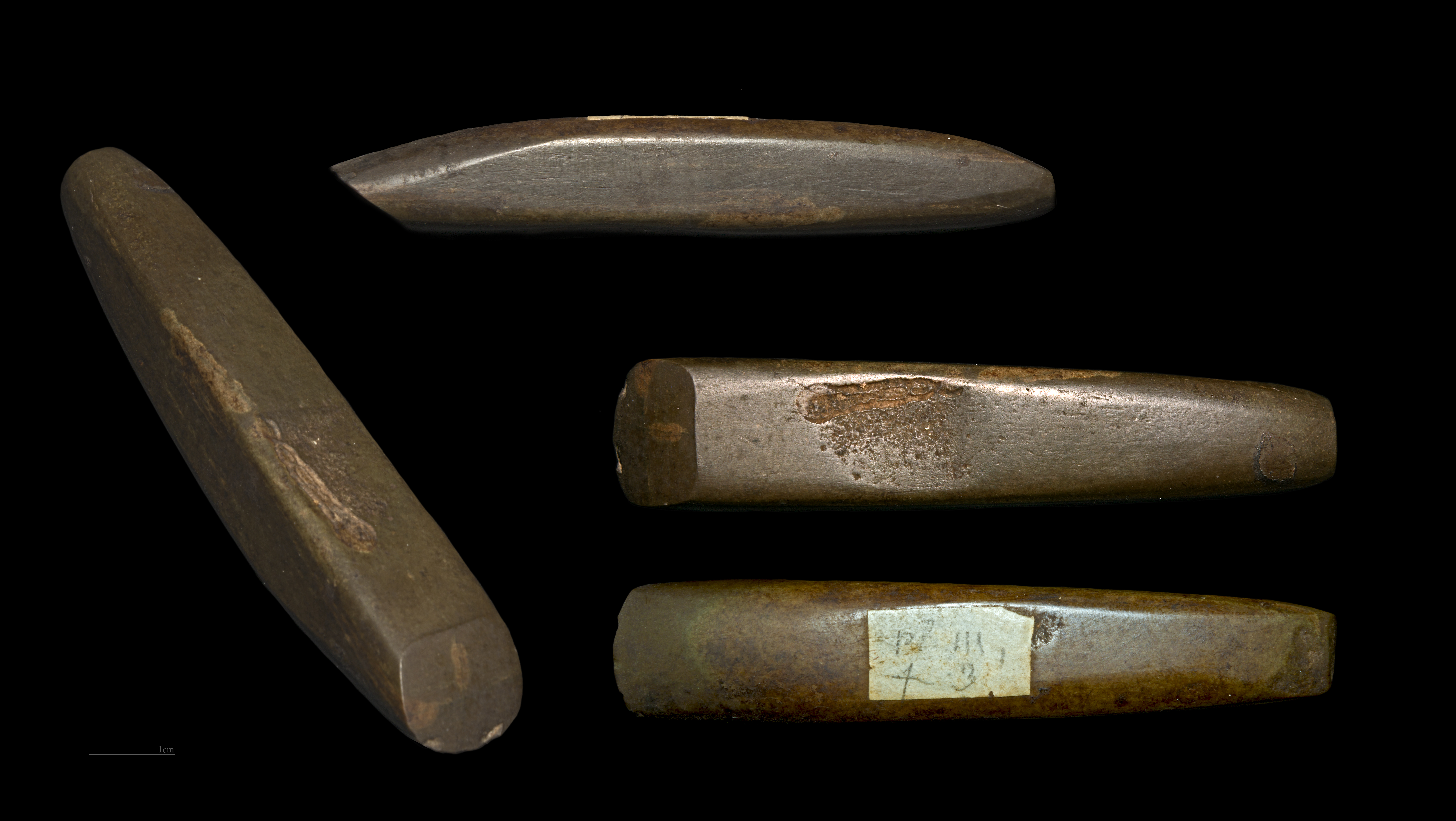
Dłuta, polerowany kamień - Epoka brązu

Przecinak – narzędzie w kształcie zaostrzonego jednostronnie, metalowego pręta, które służy do kucia bądź przecinania poprzez uderzenie młotkiem w jego tępy koniec.
Używany w ręcznej obróbce metalu, budownictwie, górnictwie oraz kamieniarstwie do łupania albo cięcia materiałów budowlanych lub drążenia otworów w skale. W zależności od przeznaczenia może mieć różne rozmiary oraz różny kształt ostrza. W przypadku małych przecinaków obsługiwanych jedną ręką stosuje się na tępym końcu gumowe lub wykonane z tworzywa zabezpieczenie dłoni przed uderzeniem ześlizgującego się z przecinaka młotka.
Także nazwa jednego z typów noży tokarskich. Przecinak służy do odcinania wykonanego elementu od pozostałej części materiału zamocowanego w uchwycie tokarskim.
Nazwy potoczne: majzlik, majzel, mesel (od niemieckiego Meißel).